# Gustave Van Boeckel
Gustaaf 'Staf' Van Boeckel (Lier, 3 juli 1911 - Lier, 24 februari 1987) was een Belgische verzetsstrijder

## Biografie
Van Boeckel, een politieagent, was de lokale leider in Lier van de Nationale Koninklijke Beweging (NKB), een Rexistische verzetsbeweging die streed voor een autoritair regime dat zou geleid moeten worden door koning Leopold III van België. 
Van Boeckel werd in mei 1941 gerekruteerd bij het Geheim Leger door Theo Proost, de adjunct-politiecommissaris van Lier. Van Boeckel was verantwoordelijk voor de contacten met een twintigtal dorpen rondom Lier en voor wapentransporten. Tevens ving hij onderduikers op.
Van Boeckel werd verraden door Eugeen Dirckx, een voormalig mede-lid van de NKB en het verzet die na ondervragingen door de Sicherheitsdienst in de collaboratie stapte. Dirckx vertelde de Gestapo dat Van Boeckel thuis werd gewaarschuwd telkens een Gestapo-wagen Lier binnenreed, zodat hij niet gearresteerd kon worden. Van Boeckel en een andere verzetsman werden daarom op 10 mei 1943 met een list naar het gemeentehuis van Boechout gelokt, waar beiden werden gearresteerd, onder meer door de collaborateur Emiel Thonon. Bij Van Boeckel thuis werd later de ledenlijst van de lokale NKB meegenomen, wat leidde tot 94 arrestaties. Verzetsman Frederik Peltzer, bij wie een wapen werd gevonden, werd op 9 september 1943 geëxecuteerd. Een 60-tal andere gearresteerden werden vrijgelaten, 30 anderen werden naar concentratiekampen gedeporteerd, waarvan 11 de oorlog niet overleefden. Van Boeckel zelf werd opgesloten in het fort van Breendonk en later veroordeeld tot Nacht und Nebel en zou twee jaar gevangen zitten in verschillende Duitse concentratiekampen, waaronder Kamp Esterwegen en Auschwitz. Tijdens een dodenmars op het eind van de oorlog werd hij bevrijd. Kleindochter  Gretel Van den Broek wijdde een roman aan het leven van Van Boeckel.
Van Boeckel was de vader van Door Van Boeckel en grootvader van Bart Peeters.